# Eumecochernes hawaiiensis
Espèce
Synonymes
- Chelifer hawaiiensis Simon, 1900

Eumecochernes hawaiiensis est une espèce de pseudoscorpions de la famille des Chernetidae.

## Distribution
Cette espèce est endémique d'Hawaï. Elle se rencontre sur Kauai et Hawaii.

## Description
Le mâle mesure 5 mm et la femelle 4 mm.

## Étymologie
Son nom d'espèce, composé de hawaii et du suffixe latin -ensis, « qui vit dans, qui habite », lui a été donné en référence au lieu de sa découverte, Hawaï.

## Publication originale
- Simon, 1900 : Arachnida. Fauna Hawaiiensis, or the zoology of the Sandwich Isles: being results of the explorations instituted by the Royal Society of London promoting natural knowledge and the British Association for the Advancement of Science. London, vol. 2, p. 443-519 (texte intégral).